# Уаска-де-Окампо
Уаска-де-Окампо (исп. Huasca de Ocampo) — посёлок и административный центр одноимённого муниципалитета в мексиканском штате Идальго. Численность населения, по данным переписи 2010 года, составила 538 человек.

## История
Город основан в 1591 году.